# جو هدسون
جو هدسون (بالإنجليزية: Lucy-Jo Hudson)‏ هي ممثلة بريطانية، ولدت في 4 مايو 1983 في المملكة المتحدة. اشتهرت بأدوارها ككاتي هاريس في مسلسل شارع كورونيشن، وروزي تريفانيون في مسلسل وايلد آت هارت، ودونا ماري كوين في مسلسل هوليوكس. ونالت جائزة "بريتيش سوپ" لأفضل شخصية شريرة في عام ٢٠١٧ عن دورها ريانون ديفيس في مسلسل دوكتورز.

## وصلات خارجية
- جو هدسون على موقع IMDb (الإنجليزية)
- جو هدسون على موقع قاعدة بيانات الأفلام السويدية (السويدية)
- جو هدسون على موقع قاعدة بيانات الفيلم (الإنجليزية)